# 老芝加哥大学
老芝加哥大学（Old University of Chicago）是一所从1857年至1886年由浸信会在芝加哥创建的大学。虽然该学院与之后同样由浸信会创建的芝加哥大学在法律上没有关联，但新芝大仍然将老芝大校友视同校友，并将老芝大被焚毁的校舍的残垣保留在校内广场中。该校的法学院后来由西北大学继承，成为今日的西北大學法學院。
该校的财务状况在芝加哥大火后被彻底动摇。第五任校长在向约翰·戴维森·洛克菲勒及利兰·斯坦福等慈善家求援后未得到帮助，只好在1886年关闭学校。1890年，该校校董会一致同意将学校名称从“芝加哥大学”改为“老芝加哥大学”，以便洛克菲勒建立新的芝加哥大学。